# Листовки
Листовки (лат. Chloropsis) — род воробьиных птиц из монотипического семейства листовковых (Chloropseidae).

## Классификация
В состав рода включают 12 видов:
- Chloropsis aurifrons (Temminck, 1829) — Золотистолобая листовка
- Chloropsis cochinchinensis (Gmelin, 1789) — Синекрылая листовка
- Chloropsis cyanopogon (Temminck, 1830) — Малая листовка
- Chloropsis flavipennis (Tweeddale, 1878) — Филиппинская листовка
- Chloropsis hardwickii Jardine & Selby, 1830 — Оранжевобрюхая листовка
- Chloropsis jerdoni (Blyth, 1844)
- Chloropsis kinabaluensis Sharpe, 1887
- Chloropsis media (Bonaparte, 1850)
- Chloropsis moluccensis Gray, 1831
- Chloropsis palawanensis (Sharpe, 1876) — Палаванская листовка
- Chloropsis sonnerati Jardine & Selby, 1827 — Большая листовка
- Chloropsis venusta (Bonaparte, 1850) — Синелобая листовка